# Mina-S
A Mina-S (em alemão:  S-Mine, Schrapnellmine, Schrapnellmine, Splittermine ou Springmine) foi uma arma antipessoal desenvolvida na Alemanha durante a década de 1930, usada extensivamente pelas forças alemãs durante a Segunda Guerra Mundial contra tropas de infantaria. Também conhecida como Bouncing Betty (Betty saltitona, em português) pelas tropas norte-americanas, Debollockers (literalmente, removedores de testículos) pelas tropas britânicas, Jumping Jack (Jack saltador, em português) pelas tropas australianas e neozelandesas, e мина-лягушка (mina-sapo, em português), é a mais famosa de um tipo de minas antipessoais conhecidas como minas saltadoras. Quando ativadas, estas minas são lançadas no ar por uma pequena carga propulsora antes de explodir à altura da cintura ou do tronco, projetando estilhaços horizontalmente em todas as direções a velocidades letais.
A mina-S demonstrou ser extremamente eficaz e fiável, ganhando uma reputação temível no decorrer do conflito. Uma única mina-S frequentemente causava múltiplas baixas e o seu alcance efetivo era muito superior ao de qualquer outra mina antipessoal da época.

## História

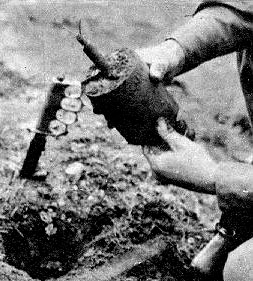
Um paraquedista norte-americano desarmando uma S.Mi.35.

A mina-S foi distribuída às tropas alemãs a partir de agosto de 1938, tendo ao seu dispor 706 000 unidades quando deflagrou a Segunda Guerra Mundial. No decurso de pequenas incursões na região do Sarre entre 7 e 11 de setembro de 1939, durante o período conhecido como Guerra de Mentira, os soldados franceses tornaram-se nas primeiras vítimas aliadas da mina-S. O desempenho da mina no Sarre contribuiu para o fim das incursões por parte dos franceses, que a alcunharam de "O soldado silencioso". Este grande sucesso afirmou a eficácia da mina-S aos olhos da liderança alemã, e levou os Estados Unidos e outros países a copiar o seu projeto.
Os alemães usaram a mina-S em larga escala durante as invasões aliadas da Europa e do norte de África. O 10º Exército Alemão, por exemplo, plantou 23 000 destas minas em preparação para a invasão aliada da Itália. As minas-S foram também plantadas nas praias da costa setentrional da Europa, ao abrigo de um programa de minagem e fortificação da Muralha do Atlântico, em preparação para a esperada invasão aliada. Em Îles Saint-Marcouf, ao largo da Praia de Utah, onde os aliados receavam que os alemães tivessem instalado pesadas baterias costeiras, Rommel havia ordenado que as minas-S fossem "semeadas como semente de capim". Estas minas foram consequentemente usadas para defender posições alemãs durante a Batalha da Normandia e na defesa do norte da França e das fronteiras do território alemão. Tipicamente, as minas-S eram usadas em conjunto com minas antitanque, por forma a resistir simultaneamente ao avanço da infantaria e dos veículos blindados, pelo que se um veículo era desativado por uma mina, os soldados ficavam presos no seu interior até alguém vir em seu auxilio.
Foi durante as ações aliadas na Europa que as tropas de infantaria norte-americanas deram à mina-S a sua alcunha cínica, Bouncing Betty. A mina-S tinha um grande efeito psicológico sobre as tropas aliadas devido à sua tendência a ferir gravemente os membros e os órgãos genitais dos soldados em vez de os matar. Uma tática alemã muito eficaz consistia em esperar até o inimigo penetrar profundamente num campo minado antes de abrir fogo. Alguns soldados escolhiam ficar de pé debaixo de fogo em vez de arriscar deitar-se em cima de uma mina. O Tenente-coronel Sloan descreveu a mina-S como sendo "provavelmente a arma mais temida encontrada pelas tropas aliadas durante a guerra", e a expressão "campo minado" foi introduzida na linguagem corrente pelos soldados desmobilizados depois da guerra, referindo-se a uma situação recheada de problemas.
Os soldados aliados também aprenderam rapidamente que a detonação de uma única mina-S podia provocar várias vítimas; em 27 de fevereiro de 1945, durante a operação de desminagem duma estrada nos arredores de Prumzurley, na Alemanha, o soldado Herman C. Wallace, da 76ª Divisão de Infantaria, pertencente ao 3º Exército Americano sob o comando do general George S. Patton, pisou uma mina-S. Wallace conhecia o princípio de funcionamento deste tipo de mina e que a sua única chance de evitar ferimentos graves era deitar-se rapidamente no chão, mas estava ciente de que os soldados em seu redor poderiam igualmente ser mortos ou feridos. Ao invés de lançar-se no chão, Wallace colocou o outro pé sobre a mina, não permitindo desta forma que esta fosse lançada no ar. Wallace foi morto pela detonação da mina, mas nenhum outro soldado sofreu qualquer ferimento. Pelo seu heroísmo, Wallace recebeu postumamente a Medalha de Honra.

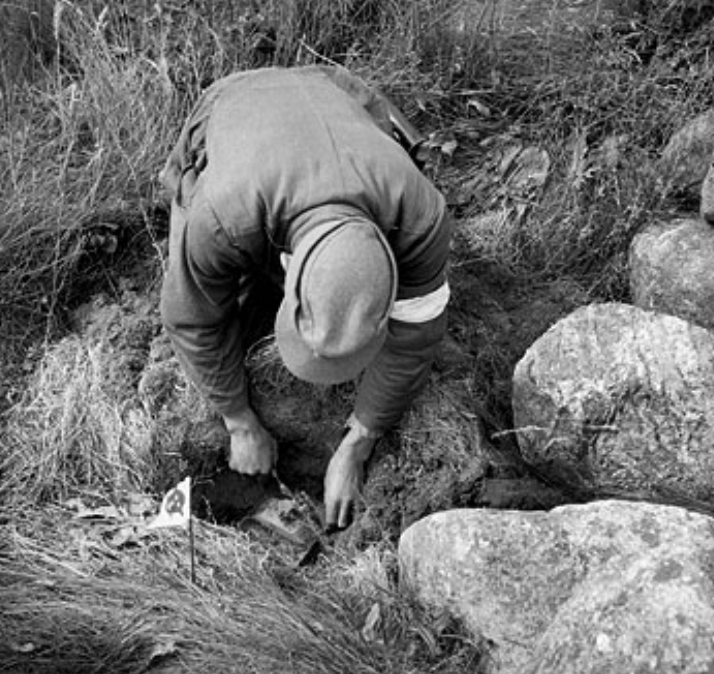
Prisioneiro de guerra alemão desenterrando uma mina antipessoal durante uma operação de desminagem perto de Stavanger, Noruega, 11 de Agosto de 1945.

O número exato de vítimas mortais causadas pela mina-S é desconhecido, uma vez que os Aliados não registavam qual o tipo de arma responsável por uma determinada morte, apenas se tinha ocorrido em combate, mas o número de baixas devidas a todos os tipos de minas e armadilhas durante o conflito é estimado em 3% do total de mortos em combate. O número de vítimas civis é ainda mais incerto.
Quando a produção cessou em 1945, com a derrota da Alemanha, tinham sido produzidos mais de 1,93 milhões de exemplares. Não existe informação relativamente ao destino dos exemplares que não foram utilizados, mas supõe-se que a maioria terá sido destruída durante o desarmamento da Alemanha no pós-guerra. No entanto, é muito provável que alguns tenham sido confiscados pelos Aliados para estudo e engenharia reversa, uma vez que surgiram muitas imitações da mina-S nos anos que se seguiram ao fim da guerra.
Durante a ocupação militar da Alemanha e a reconstrução da Europa do pós-guerra, o Corpo de Engenheiros do Exército dos Estados Unidos (USACE), o governo francês e o Ministério da Defesa britânico conduziram uma das mais prolongadas e bem sucedidas campanhas de desminagem na Europa Ocidental. A França alocou uma grande quantidade de pessoal a esta tarefa, incluindo 49 000 prisioneiros de guerra alemães. Esta operação conjunta, que eliminou a maioria dos campos de minas ainda existentes na metade ocidental do continente, beneficiou grandemente da política alemã de identificar claramente e registar detalhadamente a localização dos seus campos de minas.

Apesar de a documentação alemã indicar que a vida útil da mina-S após plantada era de dois a sete anos, a sua carga explosiva pode continuar funcional por muitas décadas. Ainda ocorrem incidentes esporádicos envolvendo a explosão acidental de minas terrestres no norte de África, nos países do antigo Pacto de Varsóvia, na França e na Alemanha. O norte de África e a Europa Oriental, em particular, ainda possuem um grande número de campos minados do tempo da Segunda Guerra Mundial, perdidos entre as areias do deserto ou esquecidos pelas autoridades. Na Líbia, por exemplo, a Cruz Vermelha estimou que na década de 1990 mais de 27% das terras cultiváveis permanecia inutilizável devido a campos de minas do tempo da Segunda Guerra Mundial. As minas antipessoais, como a mina-S, foram objeto de numerosos tratados e objeções por parte de organizações de defesa dos direitos humanos, por serem consideradas inumanas. O uso, armazenamento, produção e transferência deste tipo de minas, tal como a maioria das minas terrestres, é proibido pelo Tratado de Ottawa, ratificado por 164 países, porém não por Estados Unidos, Rússia e China.

## Características

Corte esquemático de uma S.Mi.35.

Foram produzidas duas versões, designadas pelo ano de início da sua produção: S.Mi.35 e S.Mi.44. Existem apenas pequenas diferenças entre os dois modelos, possivelmente introduzidas devido ao custo elevado e dificuldade de fabrico do modelo original. A S.Mi.35 consistia num cilindro de aço com 122 mm de diâmetro e 130 mm de altura, com um tubo de aço montado no topo contendo o rastilho principal e a fixação para o sensor ou dispositivo de ignição. Tinha uma altura total de 236 mm com o dispositivo de ignição montado e pesava aproximadamente 3,9 kg, variando um pouco dependendo do tipo de TNT com que era carregada. A S.Mi.44 era distinguível pelo seu menor diâmetro (102 mm), por o dispositivo de ignição estar descentrado do corpo da mina e por possuir apenas um detonador ao invés de três. As minas-S eram normalmente pintadas de verde-azeitona ou cor de areia.
A carga principal da mina usava TNT como explosivo, enquanto que a carga propulsora usava pólvora negra. Todos os dispositivos de ignição da mina eram desenhados para criar uma faísca que incendiava um rastilho inflamável no seu interior. O sensor de pressão padrão usava um percutor com essa finalidade. O rastilho principal era desenhado para atrasar a detonação da carga propulsora que lançava a mina no ar durante cerca de quatro segundos e, no caso da S.Mi.35, ativava os três rastilhos de curta duração colocados entre a carga propulsora e os três detonadores, que atrasavam a detonação o tempo suficiente para a mina atingir a altura apropriada antes de explodir (0,7–1,5 m, dependendo das condições do solo). A S.Mi.44, por seu lado, possuia um arame de aço fixo ao corpo da mina e ligado a uma cavilha pré-armada; quando a carga propulsora lançava a mina no ar o fio puxava a cavilha, ativando o detonador. A carga explosiva estava rodeada por 365 esferas de aço, varetas de aço ou pedaços de metal, que eram projetados horizontalmente em todas as direções.
A mina-S estava equipada com um detetor de pressão padrão com três hastes, mas podia ser modificada para ser usada com fio usando um adaptador especial fornecido pelo Exército Alemão. O tubo de aço contendo o rastilho principal estava preparado para aceitar qualquer dispositivo de ignição padrão alemão, o que permitia que o sensor fosse removido e que a mina pudesse ser deliberadamente ativada manualmente. O sensor de pressão padrão apenas era ativado se pressionado por um peso igual ou superior a aproximadamente 7 kg, para garantir que a mina não era acidentalmente detonada por animais ou impactos naturais. O adaptador para uso com fio era um aparelho raso em forma de Y, que ativava a mina se o fio fosse puxado.
Na figura ao lado é apresentado um esquema da S.Mi.35:
1. Hastes metálicas para detectar pressão ou movimento;
2. Cavilha de segurança (quando removida ativa a mina);
3. Mola exterior;
4. Mola do percutor;
5. Percutor;
6. Espoleta;
7. Tampão da cavidade dos detonadores;
8. Esfera de aço;
9. Cavidades dos detonadores;
10. Detonador;
11. Rastilho de 0,5 s (atrasa a detonação da carga explosiva até a mina atingir a altura apropriada);
12. Rastilho de 4,5 s (atrasa a detonação da carga propulsora que lança a mina no ar);
13. Carga propulsora;
14. Tampão de enchimento (para encher a mina com a carga explosiva);
15. Selante hidrófobo;
16. Carga explosiva.

## Utilização

Diagrama da detonação de uma mina-S.

As minas-S eram transportadas em caixas de madeira ou aço. Algumas continham nove unidades, com os detonadores e as espoletas desmontadas de modo a tornar o seu transporte mais seguro, enquanto outras continham apenas três, geralmente prontas para serem plantadas mas com a cavilha de segurança ainda colocada, de modo a poderem ser rapidamente usadas. A mina-S não podia ser lançada a partir de veículos ou plantada com um lança-minas com arado, mas apenas enterrada à mão.
Quando ativada, a mina detonava em duas fases (ver diagrama ao lado):
1. Cerca de quatro segundos após a sua ativação, a detonação da carga propulsora lança a mina no ar;
2. Aproximadamente meio segundo depois, a carga explosiva explodia à altura apropriada (0,7–1,5 m) para ferir tropas de infantaria;
3. As esferas de aço, varetas de aço ou pedaços de metal que rodeavam a carga explosiva eram projetados horizontalmente em todas as direções a velocidades letais.

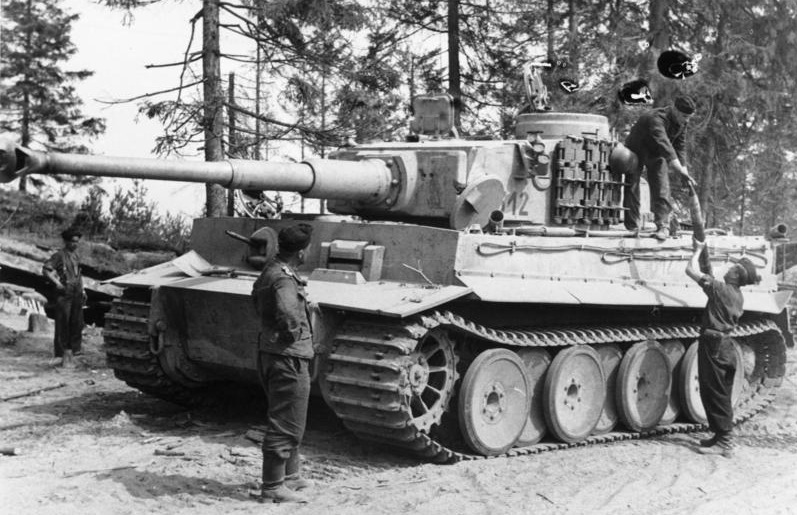
Tiger I equipado com o sistema de descarga de minas-S, montado nos cantos do corpo do tanque, 21 de junho de 1943.

O tempo entre a ativação e a detonação da carga propulsora variava entre 3,9 e 4,5 s, dependendo da idade e estado da mina. Segundo a documentação alemã, a mina-S era letal até 20 m e podia causar baixas até 100 m, enquanto que os manuais de treino norte-americanos indicavam que a mina-S podia causar baixas até 140 m. Testes realizados pelas forças armadas finlandesas em dezembro de 1941 revelaram que a altura de detonação variava entre 0,5 m e 3 m, e que as minas que detonavam mais alto eram consideravelmente menos letais, dado que as minas que detonavam a 3 m de altura produziam menos de metade dos impactos nos alvos do que as minas que explodiam à altura apropriada.
A crença popular de que a mina-S não detonava até a sua vítima tirar o pé do sensor de pressão é uma falácia incorretamente espalhada pela propaganda norte-americana durante a Segunda Guerra Mundial. A carga propulsora detonava quer o sensor de pressão fosse libertado quer não e era suficientemente potente para levantar uma perna pela força, e ficar parado ou tentar fugir da mina-S era igualmente perigoso. A forma mais eficaz de sobreviver à detonação da mina era deitar-se rapidamente no chão e esperar que a mina explodisse o mais alto possível, e mesmo assim era provável a ocorrência de ferimentos. Quando um veículo passava por cima da mina a carga propulsora era detonada mas o peso do veículo mantinha a mina no chão, sem explodir.

Um sistema de descarga de minas-S (Minenabwurfvorrichtung, em alemão), consistindo num tubo de aço inclinado preso com suportes ao corpo dos veículos que podia disparar uma única mina-S modificada, foi usado para defesa anti-infantaria por veículos blindados da Wehrmacht. A partir de janeiro de 1943, todos os novos tanques Tiger I foram equipados com cinco desses dispositivos, com as variantes de comando sendo equipadas com apenas quatro. Este sistema foi descontinuado em outubro de 1943 após ter sido instalado em apenas algumas centenas de Tiger Is, tendo sido substituído por um sistema mais versátil conhecido como Nahverteidigungswaffe, que consistia num lança-granadas que podia lançar granadas de mão, granadas de fumo ou sinalizadores em qualquer direção.

## Deteção e desativação

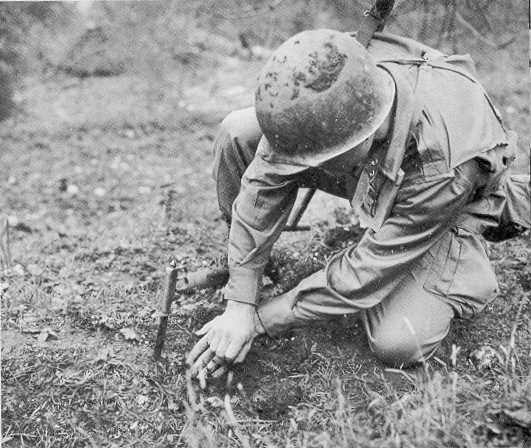
Um soldado de infantaria sondando o terreno com uma faca.

A mina-S era maioritariamente feita de metal, pelo que era fácil de detetar com um detetor de metais. No entanto, um equipamento tão volumoso e caro raramente estava à disposição das unidades de infantaria, para além de ser propenso a avarias. A mina também podia ser detetada por sondagem manual usando uma faca ou uma baioneta, mas o processo era moroso. Era importante executar a sondagem a um ângulo com o solo que não pressionasse acidentalmente o sensor de pressão.
Após a mina ser descoberta, a sua desativação era bastante simples. Para prevenir que a mina fosse ativada acidentalmente quando transportada ou quando estava a ser plantada, o sensor de pressão tinha um orifício com uma cavilha de segurança que impedia a sua ativação. Esta cavilha era retirada quando a mina estava plantada. Se a mina descoberta estivesse equipada com um sensor de pressão, bastava colocar um pino (uma agulha de costura, por exemplo) nesse orifício; se estivesse equipada com um fio ou dispositivo de ignição elétrico, este podia simplesmente ser cortado. Os alemães eram conhecidos por usar armadilhas para desencorajar este procedimento, pelo que era sugerida cautela ao pessoal encarregue da tarefa. A mina podia então ser retirada do solo e o sensor facilmente removido. Se por algum motivo fosse necessário inutilizar por completo a mina, três tampões no topo da mina permitiam o acesso aos três detonadores no seu interior. Estes tampões podiam ser desenroscados e os detonadores retirados.

## Imitações

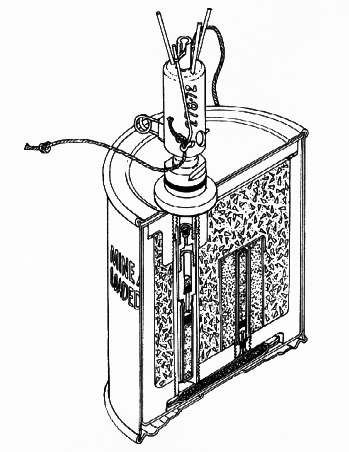
Corte esquemático de uma mina saltadora M16A2, desenvolvida a partir da mina-S.

O desenho da mina-S foi extremamente bem sucedido, tendo sido imitado por vários países após a Segunda Guerra Mundial.
O Exército Finlandês comprou pelo menos 50 000 unidades do modelo S.Mi.35 à Alemanha após a Guerra de Inverno, ao abrigo de um acordo de assistência militar entre as duas nações. As forças finlandesas usaram a mina-S com grande sucesso, mas o seu custo era considerável. Por esse motivo os finlandeses tentaram produzir a sua própria versão da mina-S durante a Guerra da Continuação, sem sucesso. A alcunha dada pelos finlandeses à mina-S era Hyppy-Heikki (Henrique Saltitão, em português).
Em 1940, o Major Pierre Delalande do Corpo de Engenharia do Exército Francês escapou à invasão alemã da França e levou para os Estados Unidos os planos da mina Mle-1939, desenvolvida em França com base na mina-S. Estes planos levaram ao desenvolvimento da mina M2, que foi posta ao serviço em 1942 mas que se revelou deficiente em combate. No entanto, o Exército dos Estados Unidos continuou a trabalhar no desenvolvimento de minas saltadoras, e após o fim da guerra a mina M16 foi desenvolvida diretamente a partir de planos da mina-S capturados aos alemães.
A União Soviética baseou a sua série de minas terrestres OZM na mina-S, mas as minas soviéticas tinham tendência para ter um desenho mais simples. Em vez de usar esferas de aço ou pedaços de metal como estilhaços, a mina OZM-4 tinha um corpo de ferro fundido sólido que se fragmentava com a explosão. Posteriormente foi desenvolvida a OZM-72, que era cheia com varetas de aço, regressando ao conceito original da mina-S. Acredita-se que a OZM-72 continue a ser produzida pela Rússia.

Outras nações também produziram minas antipessoais inspiradas no desenho da mina-S, tais como a França (Mle 1951 e Mle 1955), a Itália (Valmara 59 e 69), a Jugoslávia (PROM-1) e a Suécia (Truppmina 11).